# 伯方警察署
伯方警察署（はかたけいさつしょ）は、愛媛県警察が管轄する警察署の一つである。

## 所在地
- 愛媛県今治市伯方町木浦甲4639番地1

## 管轄区域
- 今治市のうち伯方町、吉海町、宮窪町（四阪島を除く。）、上浦町及び大三島町
- 越智郡上島町

## 沿革
- 1947年5月10日 - 昭和22年愛媛県告示第170号により今治警察署より分離して、伯方警察署が新設される。
- 1948年
  - 1月25日 - （旧）警察法施行に先立ち国家地方警察愛媛県伯方地区警察署となる。
  - 5月 - 伯方造船の事務所及び寄宿舎の一部建物を借りて仮庁舎を設置。
  - 6月 - 新庁舎が落成、移転。
- 1954年7月1日 - 警察法施行により愛媛県伯方警察署となる。
- 1966年5月 - 現庁舎が落成。
- 1967年10月 - 関前駐在所が今治警察署に移管。

## 内部組織
- 警務課 - 警務係、警察相談係、留置係
- 会計課 - 会計係
- 刑事生活安全課 - 指導係、捜査係、鑑識係、生活安全係、申請許可係、警察相談係
- 地域警備課 - 地域係、船舶係、通信指令係、地域指導係、自動車警ら係、警備係
- 交通課 - 指導係、交通係、交通機動係

## 交番
なし

## 駐在所
（ ）の中は所在地
- 北浦駐在所（今治市伯方町北浦）
- 下田水駐在所（今治市吉海町名）
- 八幡駐在所（今治市吉海町八幡）
- 宮窪駐在所（今治市宮窪町宮窪）
- 瀬戸崎駐在所（今治市上浦町瀬戸）
- 井口駐在所（今治市上浦町井口）
- 大三島駐在所（今治市大三島町宮浦）
- 宗方駐在所（今治市大三島町宗方）
- 魚島駐在所（越智郡上島町魚島）
- 弓削駐在所（越智郡上島町下弓削）
- 生名駐在所（越智郡上島町生名）
- 岩城駐在所（越智郡上島町岩城）

## 警察官連絡所
- 泊警察官連絡所（今治市吉海町泊）